# József Darmos
József Dániel Darmos (Kiskunmajsa, 7 de enero de 1985) es un deportista húngaro que compitió en boxeo. Ganó dos medallas de bronce en el Campeonato Europeo de Boxeo Aficionado, en los años 2008 y 2010.
En septiembre de 2015 disputó su primera pelea como profesional. En su carrera profesional tuvo en total 21 combates, con un registro de 14 victorias, 4 derrotas y tres empates.

## Palmarés internacional
| Campeonato Europeo | Campeonato Europeo      | Campeonato Europeo | Campeonato Europeo |
| Año                | Lugar                   | Medalla            | Categoría          |
| ------------------ | ----------------------- | ------------------ | ------------------ |
| 2008               | Liverpool (Reino Unido) | Medalla de bronce  | 91 kg              |
| 2010               | Moscú (Rusia)           | Medalla de bronce  | 91 kg              |